# Corydalis govaniana
Corydalis govaniana är en vallmoväxtart som beskrevs av Nathaniel Wallich. Corydalis govaniana ingår i släktet nunneörter, och familjen vallmoväxter.

## Underarter
Arten delas in i följande underarter:
- C. g. malukiana
- C. g. swatensis

## Bildgalleri

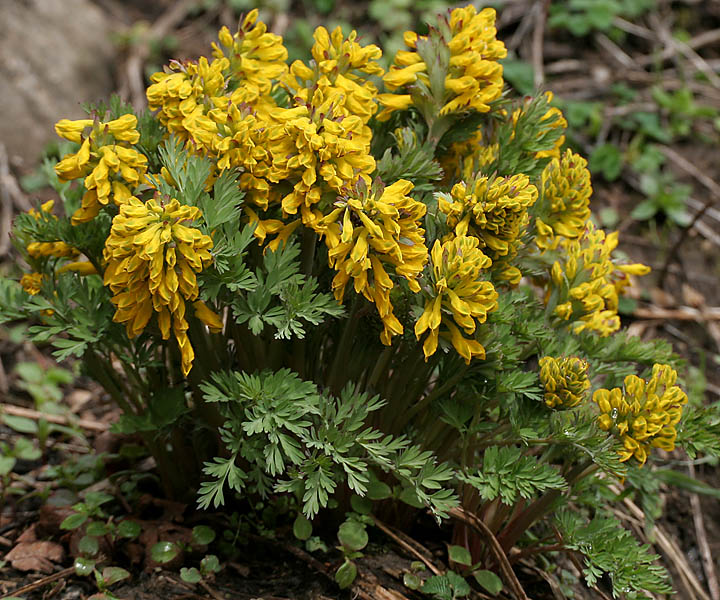